# Communauté de communes de Bièvre Est
Die Communauté de communes de Bièvre Est ist ein französischer Gemeindeverband mit Rechtsform einer Communauté de communes im Département Isère, dessen Verwaltungssitz sich in der Gemeinde Colombe befindet. Er ist benannt nach dem Plateau de Bièvre, einer langgestreckten Talebene zwischen Voiron bei Grenoble und dem Rhonetal bei Roussillon. Der Gemeindeverband besteht aus 14 Gemeinden im Ostteil dieser Ebene auf einer Fläche von 154,4 km2. Präsident des Gemeindeverbandes ist Didier Rambaud.

## Geschichte
Dem ursprünglich mit 13 Gemeinden zum Jahreswechsel 2001/2002 gegründeten Verband trat zum 1. Januar 2012 die Gemeinde Bévenais bei.

## Aufgaben
Zu den vorgeschriebenen Kompetenzen gehören die Entwicklung und Förderung wirtschaftlicher Aktivitäten sowie die Raumplanung auf Basis eines Schéma de Cohérence Territoriale. Der Gemeindeverband betreibt die Straßenmeisterei, die Abwasserentsorgung (teilweise) und die Müllabfuhr und -entsorgung. Zusätzlich baut und unterhält der Verband Kultureinrichtungen.

## Mitgliedsgemeinden
Folgende 14 Gemeinden gehören der Communauté de communes de Bièvre Est an:
| Gemeinde                             | Einwohner 1. Januar 2022 | Fläche km² | Dichte Einw./km² | Code INSEE | Postleitzahl |
| ------------------------------------ | ------------------------ | ---------- | ---------------- | ---------- | ------------ |
| Apprieu                              | 3.602                    | 15,09      | 239              | 38013      | 38140        |
| Beaucroissant                        | 1.843                    | 11,18      | 165              | 38030      | 38140        |
| Bévenais                             | 1.042                    | 14,08      | 74               | 38042      | 38690        |
| Bizonnes                             | 1.028                    | 11,04      | 93               | 38046      | 38690        |
| Burcin                               | 439                      | 6,69       | 66               | 38063      | 38690        |
| Châbons                              | 2.152                    | 18,14      | 119              | 38065      | 38690        |
| Colombe                              | 1.803                    | 13,23      | 136              | 38118      | 38690        |
| Eydoche                              | 541                      | 5,58       | 97               | 38159      | 38690        |
| Flachères                            | 568                      | 4,94       | 115              | 38167      | 38690        |
| Izeaux                               | 2.138                    | 15,54      | 138              | 38194      | 38140        |
| Le Grand-Lemps                       | 3.093                    | 12,90      | 240              | 38182      | 38690        |
| Oyeu                                 | 1.092                    | 13,69      | 80               | 38287      | 38690        |
| Renage                               | 3.361                    | 5,10       | 659              | 38332      | 38140        |
| Saint-Didier-de-Bizonnes             | 330                      | 7,20       | 46               | 38380      | 38690        |
| Communauté de communes de Bièvre Est | 23.032                   | 154,40     | 149              | –          | –            |